# High Life – Vier Gangster und ein todsicheres Ding
High Life – Vier Gangster und ein todsicheres Ding (englischer Originaltitel: High Life) ist eine Gaunerkomödie des kanadischen Regisseurs Gary Yates mit Timothy Olyphant und Joe Anderson. Der Film basiert auf dem Theaterstück von Lee MacDougall. Die Premiere fand auf der 59. Berlinale 2009 im Panorama statt.

## Handlung
Es ist 1983, Bankautomaten wurden gerade erst eingeführt, Menschen tragen PINs noch in ihren Geldbörsen und es herrscht tiefster Winter im kanadischen Winnipeg. Die Tristheit des Lebens und das Verlangen nach der täglichen Dosis bringt eine Handvoll Junkies zur Überlegung, wie sie in kürzester Zeit an möglichst viel Kohle kommen. Dick, Bug, Donnie und Billy – vier heruntergekommene und leicht minderbemittelte Kleinkriminelle schmieden den ältesten aller Pläne, um schnell eine Bank auszunehmen. Der Flucht aus der Realität steht nur eines im Wege: sie selbst. Der perfekte Plan, der vorsieht, einen der neuen Bankautomaten zu leeren, scheint sich in eine andere Richtung zu entwickeln.

## Rezeption
„Schwarz-humorige (Junkie-)Komödie über das Aufeinanderprallen von traditionellen Verbrechermethoden und der Moderne, durchaus temperamentvoll inszeniert und gespielt.“

Julian Hanich vom Tagesspiegel spricht in einer Kurzkritik von einer „amüsanten, wenn auch nicht übermäßig originellen Gauner-Komödie“, in die „eine gehörige Portion Quentin Tarantino“ sowie „ein wenig Guy-Ritchie-Humor“ eingeflossen seien. Als Höhepunkt des Films nennt Hanich Stephen Eric McIntyre in der Rolle des Bug, der als „zotteliges, völlig verlebtes Urviech“ heraussteche.

## Drehort
Der Film wurde an verschiedenen Orten in Winnipeg, Manitoba, in Kanada aufgenommen.